# Thinophilus chetitarsis
Thinophilus chetitarsis är en tvåvingeart som beskrevs av Octave Parent 1935. Thinophilus chetitarsis ingår i släktet Thinophilus och familjen styltflugor. Inga underarter finns listade i Catalogue of Life.